# Pawieł Malkow
Pawieł Michajłowicz Malkow (ros. Павел Михайлович Мальков, ur. 27 października 1904 (według innych informacji w 1906), zm. 1983) − funkcjonariusz NKWD, generał major.

## Życiorys
W 1938 ukończył Akademię Wojskową im. Michaiła Frunzego, po czym podjął pracę w organach NKWD. Od 31 lipca 1941 do 11 sierpnia 1943 szef Zarządu NKWD obwodu archangielskiego, od 14 lutego 1943 komisarz bezpieczeństwa państwowego III rangi. 1943-1944 oficer do zleceń specjalnych przy ludowym komisariacie spraw wewnętrznych ZSRR, 1944-1945 szef Zarządu NKWD obwodu iwanowskiego. 6 lipca 1945 mianowany generałem majorem. Od lipca 1945 do sierpnia 1948 szef Oddziału (od 1947: Zarządu) Spraw Wewnętrznych Radzieckiej Administracji Wojskowej w Niemczech. W latach 1948–1951 zastępca szefa Zarządu NKWD obwodu czelabińskiego, 1951-1953 zastępca ministra spraw wewnętrznych Uzbeckiej SRR. 6 kwietnia - 12 sierpnia 1953 zastępca szefa Zarządu MSW obwodu leningradzkiego. W latach 1953–1954 zastępca szefa Zarządu Obozów MSW ZSRR. Od grudnia 1954 w rezerwie. Odznaczony Medalem „Za zwycięstwo nad Niemcami w Wielkiej Wojnie Ojczyźnianej 1941–1945”.